# 孫鳳明
孫鳳明（June Sun Fong Meng，1978年9月3日—），澳門女歌手，亦是澳門首位推出個人EP的歌手。孫鳳明於聖若瑟教區中學校本部畢業，在1992年開始參與歌唱演出，並於1993年加入澳門電視台主持電視節目，2001年憑一曲「星夢傳奇」為人所知，至今仍浮沉於澳門樂壇。
2008年2月與其他五位澳門歌手推出雜錦唱片《唱得喜》，一共收錄三首孫鳳明的原創作品。同年10月，孫鳳明完成了澳門理工學院為期一年半的學士學位課程。

## 澳門樂壇零的突破
2001年，孫鳳明發表成名作《星夢傳奇》（收錄於首張單曲《natural hi》），由何嘉偉作/編曲、莫兆忠填詞。歌曲推出後，引起澳門社會熱烈迴響，更成功地首次打入澳門電台歌曲排行榜，是有史以來的第一次。也因為《星夢傳奇》的成功，澳門原創音樂進入了全新的發展階段，每年的「澳廣視至愛新聽力歌曲選舉」就是一個很好的例子。

## 參與之大型項目
- 2000年 
  - 《第三屆粵港澳普通話大賽》- 表演嘉賓
- 2001年	
  - 推出首張個人EP《Natural Hi》
- 2002年
  - 《最知您心大派對》音樂會
  - 中央電視台主辦之《中秋明月夜》
  - 《除夕倒數樂滿城》
  - 《海島市除夕倒數派》
- 2003年 
  - 《粵西名優產品展銷會》
  - 《2003至愛新聽力》歌曲選舉
  - 《全澳青少年歌曲創作大賽》 - 表演嘉賓
  - 《港澳明星籃球賽》
  - 《同聲同戲抗毒嘉年華》
  - 澳門旅遊推廣活動《歡樂澳門街》
  - 民政總署《公民教育活動》
  - 趙志強Bryan[P2P]音樂會
  - 《CTM繽紛嘉年華》「澳門聲Sing星音樂會」
  - 《第34屆明愛慈善園遊會》
  - 澳門電台《極速鬥全城》宣傳活動，廣東佛山
  - 《圓千年飛天夢》文藝晚會演出
  - 《第二屆科技大學歌唱比賽》 - 表演嘉賓
  - 《港澳全城倒數樂繽紛》
- 2004年 
  - 《環保衛士》- 環保意識社區宣傳活動
  - 《申訴有道》- 澳門廉政公署社區宣傳活動
  - 《預防冷氣機滴水》- 民政總署社區宣傳活動
  - 《美潔海灘Summer Jam》- 城市清潔運動
  - 《耀眼金秋》- 澳門旅遊推廣活動，於中山石岐
  - 《健康城市》起步禮 (澳門特區申辦世界健康城市活動)
  - 《Go呼唱作音樂會》- 第三屆澳門流行音樂節系列活動
  - 《Sing空音樂會》- 第三屆澳門流行音樂節系列活動
  - 第23屆《澳門綠化週》閉幕禮
  - 培正中學校園歌唱比賽表演嘉賓
  - 弱智人士家長協進會籌款晚會
  - 《流行舞蹈推廣日》
  - 《有為青年音樂會》
  - 《2004年暑期活動》開幕禮
  - 《2004至愛新聽力》歌曲選舉
  - 《情牽葡韻》情人節黃昏音樂會
  - 《勁爆劇院大比拼2004》港澳區決賽 – 表演嘉賓
  - 第36屆國際雪屐曲棍球B組開幕禮– 表演嘉賓
  - Vocanimals Life - 培正中學、濠江中學
  - 《陽光少年-千個太陽》大獎賞
  - 《水緣》– 澳門自來水公司推廣活動
  - 《第35屆明愛慈善園遊會》
  - 《歡聚一堂》慶祝澳門回歸五週年電視晚會
  - 《2004美食節》壓軸晚會
  - 《普天同慶綜合嘉年華》
  - 《全城倒數樂繽紛》
- 2005年
  - 《全心傳意Acoustic音樂會》
  - 《人道力量遍濠江》慈善籌款晚會
  - 《萬家清潔迎新歲活動》
  - 《2005年預防登革熱》系列宣傳活動暨開幕禮
  - 《國際戒煙日》
  - 《公共地方總規章推廣日》
  - 《選民登記同樂日》
  - 澳門旅遊學院校園歌唱比賽- 評判及表演嘉賓
  - 第四屆澳門流行音樂節– 原創動力音樂會
  - 《澳門運動場重開啟用儀式》- 表演嘉賓
  - 《美潔海灘頌夏日》
  - 《2005至愛新聽力》歌曲選舉
  - 《暑期活動閉幕禮》
  - 《廉潔選舉第四擊》反賄選宣傳活動
  - 海洋花園《中秋晚會》
  - 電演《Animals Six》

## 曾獲歌唱獎項
- 首屆全國旅遊歌曲大獎賽特別歌曲大獎
- 首屆穗澳青年卡拉OK歌唱大賽學生組冠軍及最佳台風獎
- 第二屆青少年卡拉OK大賽青年組冠軍
- 第二屆青年團體卡拉OK大賽學生組季軍
- 第三屆中山─港澳中山社團青年聯歡卡拉OK比賽冠軍
- 第四屆全澳公開卡拉OK大賽最有前途女歌手獎
- 第五屆全澳公開卡拉OK大賽最佳台風獎

## 曾參與之歌唱比賽
- 首屆全國旅遊歌曲大獎賽，特別歌曲大獎
- 首屆穗澳青年卡拉OK歌唱大賽，學生組冠軍及最佳台風獎
- 第二屆青少年卡拉OK大賽，青年組冠軍
- 第二屆青年團體卡拉OK大賽，學生組季軍
- 第三屆中山港澳中山社團青年聯歡卡拉OK比賽，冠軍
- 第四屆全澳公開卡拉OK大賽，最有前途女歌手獎
- 第五屆全澳公開卡拉OK大賽，最佳台風獎
- 《有為青年音樂會》，傑出社會服務歌手獎 [2004]
- 代表澳門參加《上海亞洲音樂節-第七屆亞洲新人大賽》，優秀新人獎

## 原創歌曲
- 《鐵樹》
- 《猜情尋》
- 《我不需要你需要我》

## 外部連結
- Jun Sun